# Liste du patrimoine culturel immatériel de l'humanité en Norvège
Cet article recense les pratiques inscrites au patrimoine culturel immatériel en Norvège.

## Statistiques
La Norvège a ratifié la convention pour la sauvegarde du patrimoine culturel immatériel le 17 janvier 2007. La première pratique protégée est inscrite en 2016.
En 2024, la Norvège compte 6 éléments inscrits au patrimoine culturel immatériel, 4 sur la liste représentative et 2 sur le registre des meilleures pratiques de sauvegarde.

## Listes

### Liste représentative
Les éléments suivants sont inscrits sur la liste représentative du patrimoine culturel immatériel de l'humanité :
| Élément | Type | Subdivision | Année | Lien  | Notes                                                        | Illus. |
| --- | --- | ----------- | ----- | ----- | ------------------------------------------------------------ | ------ |
| La pratique de la musique et de la danse traditionnelles au Setesdal, jouer de la musique, danser et chanter (stev/stevjing)                               | arts du spectacle | Aust-Agder  | 2019  | 01432 |                                                              |        |
| Les traditions nordiques des bateaux à clins | savoir-faire liés à l’artisanat traditionnel                                                                                               |             | 2021  | 01686 | Partagé avec le Danemark, la Finlande, l'Islande et la Suède |        |
| L'estivage dans un fäbod et seter : connaissances, traditions et pratiques liées au pâturage des terres reculées et à la production alimentaire artisanale | traditions et expressions orales connaissances et pratiques concernant la nature et l'univers savoir-faire liés à l'artisanat traditionnel |             | 2024  | 02109 | Partagé avec la Suède                                        |        |
| Les costumes traditionnels en Norvège, artisanat et pratique sociale                                                                                       | savoir-faire liés à l'artisanat traditionnel                                                                                               |             | 2024  | 02084 |                                                              |        |

### Patrimoine immatériel nécessitant une sauvegarde urgente
La Norvège ne compte aucun élément listé sur la liste du patrimoine immatériel nécessitant une sauvegarde urgente.

### Registre des meilleures pratiques de sauvegarde
La Norvège compte 2 pratiques listées au registre des meilleures pratiques de sauvegarde :
| Élément | Type                                         | Subdivision | Année | Lien  | Notes                                                        | Illus. |
| --- | -------------------------------------------- | ----------- | ----- | ----- | ------------------------------------------------------------ | ------ |
| Le bateau Oselvar, adaptation du processus d'enseignement traditionnel de sa construction et son utilisation dans un contexte moderne                                             | savoir-faire liés à l’artisanat traditionnel | Hordaland   | 2016  | 01156 |                                                              |        |
| Les techniques artisanales et les pratiques coutumières des ateliers de cathédrales, ou "Bauhütten", en Europe, savoir-faire, transmission, développement des savoirs, innovation | savoir-faire liés à l’artisanat traditionnel |             | 2020  | 01558 | partagé avec l'Allemagne, l'Autriche, la France et la Suisse |        |